# Botryochloridaceae
Famille
Les Botryochloridaceae sont une famille d'algues de l'embranchement des Ochrophyta  de la classe des Xanthophyceae et de l’ordre des  Mischococcales.

## Étymologie
Le nom vient du genre type Botryochloris, dérivé du grec βοτρυ / botry, «  petite grappe » ou βοτρυσ / botrys,  « grappe de raisin »>, et chloro-, vert.

## Liste des genres
Selon AlgaeBase (30 mars 2022) :
- Botryochloris Pascher, 1930  genre type
- Chlorellidiopsis Pascher, 1938
- Chlorellidium Vischer, 1936
- Ducellieria Teilling, 1957
- Heterodesmus Ettl, 1956
- Ilsteria Skuja & Pascher, 1938
- Raphidiella Pascher, 1938
- Sphaerosorus Pascher, 1938
- Tetraktis Pascher, 1938